# Kurt Münchau
Christian Berthold Kurt Münchau (* 15. Januar 1887 in Crone an der Brahe, Pommern; † 27. Mai 1938 in Kassel-Fasanenhof) war ein deutscher Polizist, zuletzt Generalmajor der Schutzpolizei.

## Beruflicher Werdegang
Kurt Münchau schlug nach Schulbesuch und Studium den Berufsweg eines Offiziers im preußischen Heer ein. Im September 1906 wurde er zum Leutnant befördert. Er schied als Oberst aus dem aktiven Dienst aus. 
Auf den 1. Februar 1935 zum Polizeigeneral und Chef der Ordnungspolizei in Hamburg ernannt.
1936 diente er als Kommandeur der Schutzpolizei Berlins.
1937 bis 1938 amtierte Münchau als Landrat im Kreis Melsungen.

## Werke
- Die Bedeutung der Kapitalskonzentration in der deutschen Baumwollindustrie, staatswissenschaftliche Dissertation Halle/Saale 1922
- Jugend und Glaube, 1938.[4]